# 眞田卓
眞田 卓（さなだ たかし、1985年6月8日 - ）は、日本の車椅子テニス選手。韓国オープンやヒルトンヘッドオープン等の国際オープンで優勝している。

## 概要
凸版印刷株式会社所属。19歳の頃にオートバイの事故で右足を切断し、中学時代のソフトテニスの経験を生かしすぐに車いすテニスを始めた。2016年リオデジャネイロパラリンピックでは4位でフィニッシュした。